# Andy Vaz
Andy Vaz (* 1976 in Düsseldorf) ist Techno- und Houseproduzent, DJ und Labelbetreiber.

## Leben und Werk
Andy Vaz ist als Kind einer Schweizer Mutter und eines indischen Vaters in Düsseldorf geboren und aufgewachsen und lebt inzwischen in Köln. Seit 1998 betreibt Andy Vaz mehrere Plattenlabels, seit 2001 veröffentlicht er dort und bei anderen Plattenfirmen seine eigene Musik. Zwischen 2001 und 2006 erschienen neun Maxis von Andy Vaz’ Minimal-Techno-Konzeptreihe „Sound Variation“, die sich durch das Prinzip der Wiederverwertung von experimentellen, elektronischen Sounds mit Free-Jazz-Elementen auszeichnet. „Von anti-frickeligen Experminenten bis zu über-historischer Tanzschaffe hat Andy Vaz jedes Subgenre ausgelotet“. 2006 erschien sein Debütalbum „Repetitive Moments Last Forever“: „Einen derart reichhaltigen … Minimalismus erlebt man selten. Von allen Grenzen befreite Klanggebilde“. In den folgenden Jahren hat sich Vaz zunehmend dem Deep House verschrieben und Platten auf Labels wie Delsin, Chiwax, Telegraph und Yore Records veröffentlicht.
Neben seiner Produzententätigkeit ist Andy Vaz als DJ und Liveact weltweit unterwegs. In Japan, wo er seit 2003 bereits sieben Mal tourte entstand die CD „Live in Tokyo“, in Detroit, der Geburtsstätte von Techno, entstand die CD „Live in Detroit“. Im Rahmen einer Tour des Goethe-Instituts trat er im Jahr 2010 in den größten Städten Indiens auf. Seit 2010 mixt Andy Vaz wöchentlich DJ-Sets für seine Onlineradioshow „House of hope“.
Als Labelmacher gründete er 1998 das Plattenlabel Background Records, auf dem bis 2006 50 Veröffentlichungen von international bekannten Technoproduzenten wie Akufen, Sutekh, Jan Jelinek, Terrence Dixon, Kit Clayton, Ectomorph, Deadbeat, Baby Ford, Stewart Walker, Donnacha Costello, Geoff White, Portable, Frivolous und vielen mehr erschienen sind. 1999 gründete er das Sublabel A Touch of Class für Deep House, das bis 2008 existierte. Von 2000 bis 2002 erschien auf dem kurzlebigen Sublabel Deep Night Essentials ebenfalls Minimaltechno. Seit 2007 betreibt Andy Vaz gemeinsam mit dem italienischen DJ Alessandro Vaccaro das Label Yore Records, auf dem House von Künstlern wie Rick Wade, Chez Damier, Patrice Scott oder Alton Miller erscheint.

## Veröffentlichungen

### Alben
- 2003: Live in Tokyo (Sound Variation)
- 2005: Live in Detroit (Persistencebit Records)
- 2006: Repetitive Moments Last Forever … (Persistencebit Records)
- 2011: Straight Vacationing (Yore Records)
- 2015: House Warming (Yore Records)

### Singles und EPs
- 2001: 1-1 (Soundvariation)
- 2002: 2-2 (Soundvariation)
- 2002: 3-3 (Soundvariation)
- 2002: 4-4 (Soundvariation)
- 2002: 6-6 (Soundvariation)
- 2004: Shrinking Cities (Telegraph)
- 2004: 7-7 (Soundvariation)
- 2005: People Inside / - Outside (Persistencebit Records)
- 2005: 8-8 (Soundvariation)
- 2005: First Aid Course (Persistencebit Records)
- 2006: 9-9 (Soundvariation)
- 2006: Lost And Recovered Data (Persistencebit Records)
- 2007: Moontalk Protection EP (Telegraph)
- 2007: Humanization (Yore Records)
- 2007: Way Back When (Persistencebit Records)
- 2007: Endings & Beginnings (Persistencebit Records)
- 2008: Different Times (Yore Records)
- 2008: Patrice Scott vs. Andy Vaz – Split EP (Yore Records)
- 2008: Different Hours Revisited feat. Alton Miller (Yore Records)
- 2010: Shadow City (Yore Records)
- 2011: 7 Inches Of Straight Vacationing (Yore Records)
- 2012: Don’t Lose Your Mind feat. Niko Marks (Delsin)
- 2012: Imaginary Beings (Chiwax)
- 2012: Feelin’ feat. Eva Soul (Soiree Records International)
- 2013: I’m NOT From Detroit EP (Chiwax)
- 2013: Bicycle Love (Yore Records)
- 2013: 7 Inches Of Straight Vacationing Part 2 (Yore Records)
- 2014: It’s OK (Yore Records)
- 2017: Andy Vaz & Andy Garcia – 17 (Cryovac Recordings)
- 2018: Zwei Im Tee (Chiwax)
- 2019: Sankolige (Wewillalwaysbealovesong)
- 2020: One for Choutsugai (Vaz-up)
- 2024: A Collection Of Trax Vol. 1 (I'm In Love Records)